# Shogo Ito
Shogo Ito（ショウゴ・イトウ、1987年 - ）は日本のDJ・プロデューサー・リミキサー。

## 略歴
- 1987年東京都生まれ。
- 2008年から渋谷を中心にshoWWgoとしてヒップホップDJの活動をスタート。
- 2011年、立教大学を中退し、音楽活動に専念。DJ AM（英語: DJ AM）を始めとするHipHopを中心にジャンルレスな選曲をするOpen Formatのスタイルに転身。渋谷HARLEM[1]、Camelot[2]、axxcis[3]、Sound Museum VISION[4]など都内主要クラブでプレイする。
- 2015年「EDM ZONE mixed by DJ shoWWgo」をRambling RECORDSよりリリース[5]。
- 2016年、ハウス/テクノに辿り着き、SiTO (JPN)名義での活動をスタート[6]。 同年2月3日、Baikonur Recordingsより"Basement (Original Mix)"をリリース[7]。その後もオリジナル、リミックス曲のリリースを続ける[8]。11月、マンハッタンレコードからKat DeLuna（英語: Kat DeLuna） "WAVES"のオフィシャルリミックスをリリース。[9]

- 2017年、Sound Museum VISION, Vent, Wombなどのクラブで活動。さらには、2月、自身がレジデントを務めたイベント”MeSU”にてWally Lopezを迎えて成功を収める。5月、本名Shogo Itoに改名。日本で初となったChus & Ceballosの”Stereo Productions”によるレーベルパーティ”Stereo Productions Showcase at R-Lounge”に出演、10月にはD-Formationの日本ツアーに同行し、東京”Beatfreak Recordings Showcase at R-Lounge"、大阪”Beatfreak Recordings Showcase at Absinthe Wormwood"両公演の出演・運営を行っている。
- 2021年、延期されていた東京オリンピック2020にてハンドボール種目、車いすラグビーにおける男女全日程での会場DJを担当した。
- 2022年秋、Techno/Pregressive界隈で勢力的な音楽活動を開始。
- 2025年1月、Set About MusicからリリースしたIrreplaceable EPがBeatport Techno (Peak Time / Driving) Top 100において、リリースチャート最高6位、シングルチャートにおいては表題曲が17位、カップリングのDivideが86位の結果を収める。
- 2025年7月、自身のレジデントパーティ「SHARD」をローンチ。初回ゲストにDrunken Kongを招き大成功を収める。

## ディスコグラフィ

### オリジナル
| リリース日 | タイトル                     | レーベル             | リリース国 | 最高位 | チャート                                      |
| 2017年     | Till You Drop (Original Mix) | Beatfreak Recordings | スペイン   | 14位   | Beatport Minimal / Deep Tech Top 100          |
| 2025年     | Irreplaceable EP             | Set About Music      | ブルガリア | 17位   | Beatport Techno (Peak Time / Driving) Top 100 |